# Inundační most v Lounech
Inundační most přes Ohři se nachází v záplavovém území mezi Louny a Dobroměřicemi. V roce 1964 byl zapsán jako kulturní památka.

## Historie

### Most přes Ohři

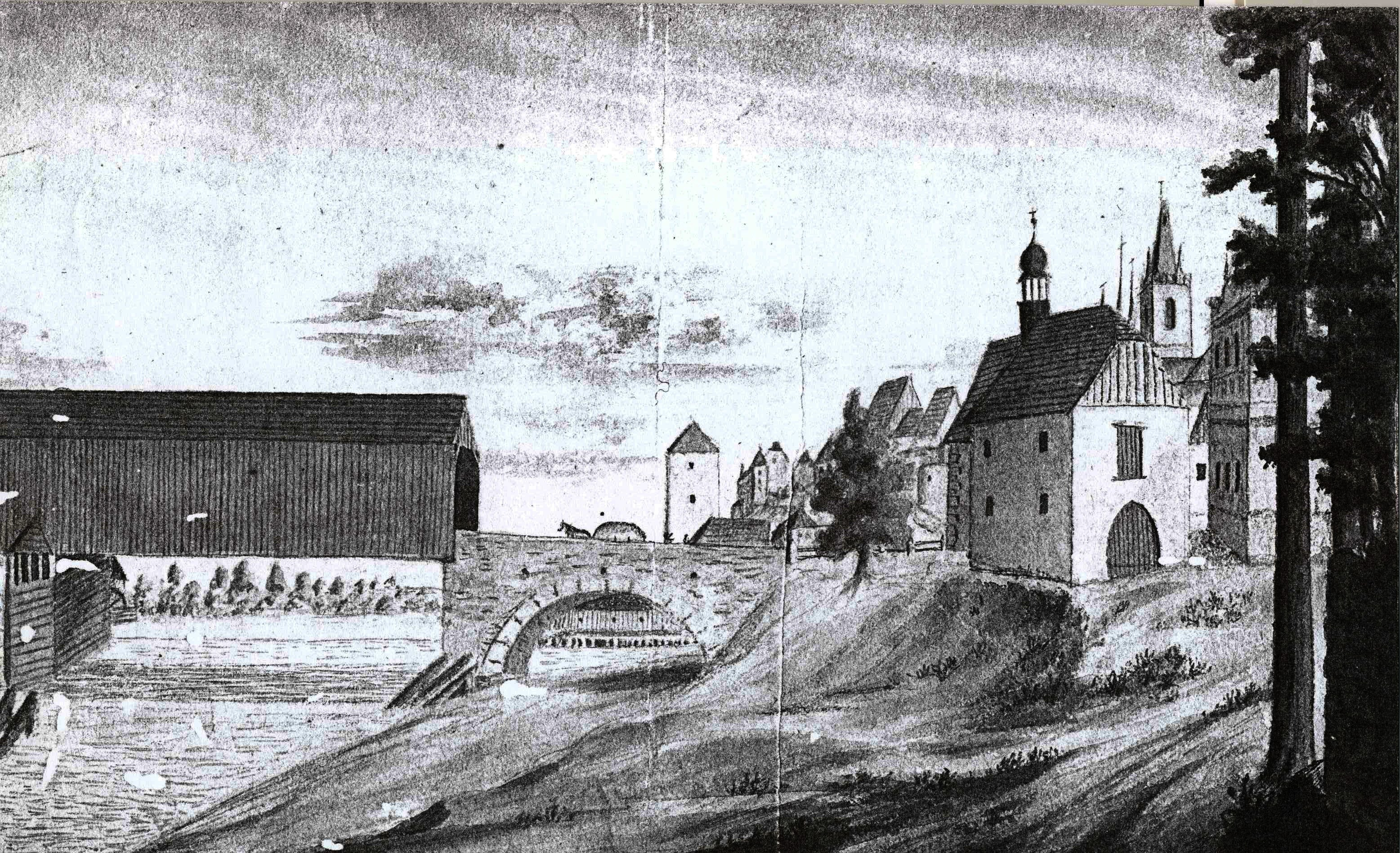
Most přes Ohři na kresbě Jana Havránka, před 1834, kdy byla zbořena kaple sv. Maří Magdaleny vpravo od mostu

Přes Louny vedla jedna z větví zemské cesty z Prahy na Most a dál do Saska. Nejen proto, ale i kvůli přístupu k vesnicím položeným severně od města, bylo nutné Ohři přemostit. Stelo se tak nepochybně už v době založení města na stávajícím místě ve 13. století. Od 16. století, kdy byl postaven první inundační (záplavový) kamenný most směrem na Dobroměřice, tvořil a stále tvoří most přes řeku s inundačním mostem jednotný komplex.
První písemná zmínka o mostu přes řeku Ohři pochází z roku 1295. Lounská měšťanka, vdova jménem Mečka, tehdy v závěti odkázala svůj dvůr v Dobroměřicích městu Louny. Výtěžek z něj měl sloužit na opravu dřevěného mostu přes řeku. V 60. letech 15. století se stavěl nový dřevěný most. V roce 1462 se na jeho stavbu nakupovalo dříví, roku 1469 se v městské účetní knize vyskytuje údaj o novém mostě směrem do Benátek (předměstí za Ohří směrem k Dobroměřicícm, toponymum se používá stále). Roku 1543 se pod vedením mlynáře Jakuba z Litoměřic postavil další nový most. Byl krytý šindelovou střechou, Jakub obdržel 310 míšeňských kop. Most stál až do roku 1640, kdy ho při odchodu z města spálila švédská armáda. Ještě v roce 1644 ho nahrazoval přívoz.
Ke stavbě nového mostu došlo v průběhu let 1667–1668. Postupně ale musel být přestavován a opravován. Doloženo je to v letech 1693, 1752 a 1761–1764. Roku 1791 byl na dvou kamenných pilířích postavený dřevěný most stržen ledovými krami. V roce 1800 začala pod vedením tesaře Josefa Bachmanna z Litoměřic jeho rekonstrukce. Starý dřevěný most přes Ohři byl zbořený v lednu 1896. Řeku překlenul ocelový příhradový most s širší mostovkou.

### První inundační most

Výřez Willenbergovy veduty Loun z roku 1602 s dřevěným mostem přes Ohři a kamenným záplavovým mostem

Snad na začátku 16. století bylo, vzhledem k častým povodním, rozhodnuto postavit nad loukami mezi Louny a Dobroměřicemi most, pravděpodobně ještě dřevěný. Sloužil svému účelu do 40. let 16. století. V lounské účetní knize jsou v letech 1543 a 1544 údaje o boření mostu v Benátkách a stavbě nového, tentokrát kamenného. V roce 1562 byla jeho vozovka vydlážděna. K jeho opravě a zřejmě i rozšíření došlo v letech 1585–1587. Rekonstruovalo se klenutí a byla položena nová dlažba. Kámen na stavbu se vozil z lomů u Lipence. Tento most je zachycený na vedutě Loun od Jana Willenberga z roku 1602. Podle jeho podání šlo o kamennou konstrukci, na několika místech doplněnou dřevěnými prvky. Šesti oblouky se stáčí k Benátkám, odkud pokračuje čtyřmi oblouky k Dobroměřicím. Délku této pasáže nelze stanovit, protože čtvrtým obloukem dosahuje Willenbergova kresba svého okraje. Podle lounského kronikáře Pavla Mikšovice, současníka události, byla v roce 1605 část mostu se šesti oblouky stržena a kámen z něj se použil na stavbu nového. Není známo, v jakém stavu se tento původní inundační most nalézal, než se na počátku 19. století začalo se stavbou nového.

### Stávající inundační most
Jeho výstavba souvisí s probíhajícími napoleonskými válkami. Bylo nutno zajistit hladký přesun armády po zemské silnici na Lipsko, která v Lounech přecházela řeku. V roce 1804 bylo postaveno prvních šest oblouků, do roku 1816 pak většina ze zbývajících 36 oblouků. Konečnou podobu získal most v roce 1863.

#### Popis mostu
Zděný inundační most je postaven z pískovcových a opukových kvádrů na půdorysu širokého oblouku. Svou délkou 272 metrů je nejdelší stavbou svého druhu v republice. Most tvoří čtyřicet pilířů jeden metr širokých, spojených valenou klenbou s rozpětím šesti metrů. Pilíře mají půlkruhové nárožníky a nad každým obloukem je umístěn žlab (chrlič), který zajišťuje odvodnění vozovky.

## Galerie

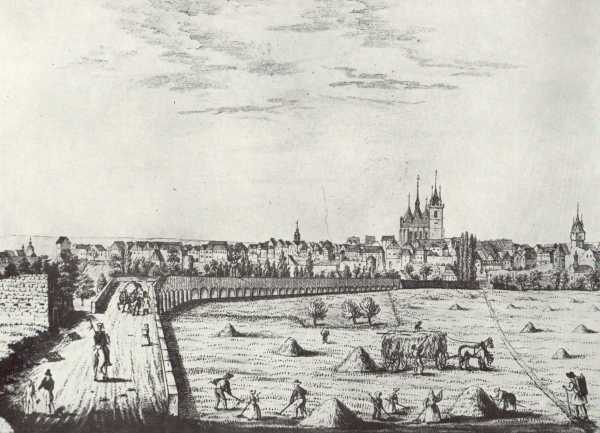
Inundační most s panoramatem Loun na vedutě Joachima Gutsche z 1. poloviny 19. století
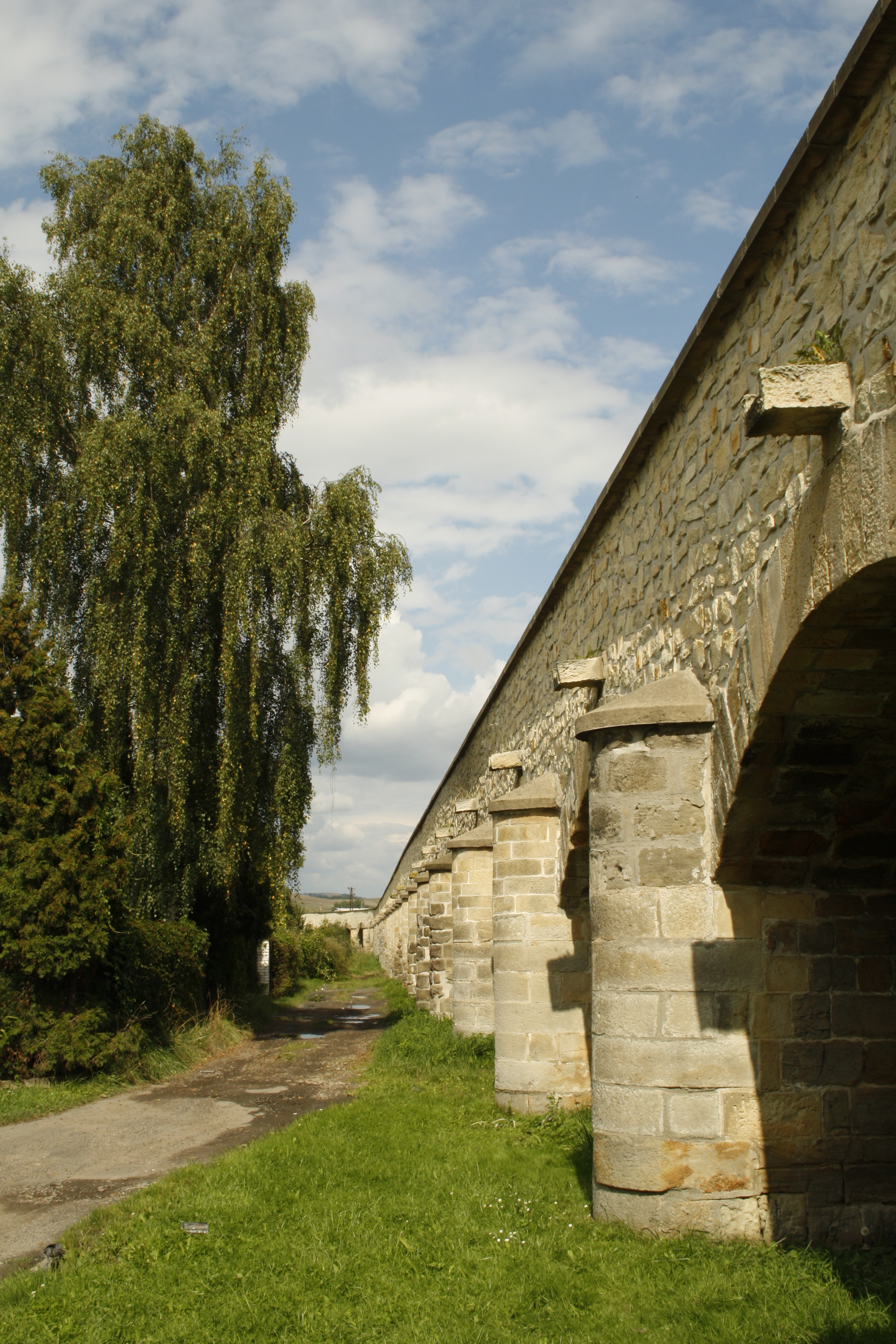
Nárožníky u oblouků inundačního mostu
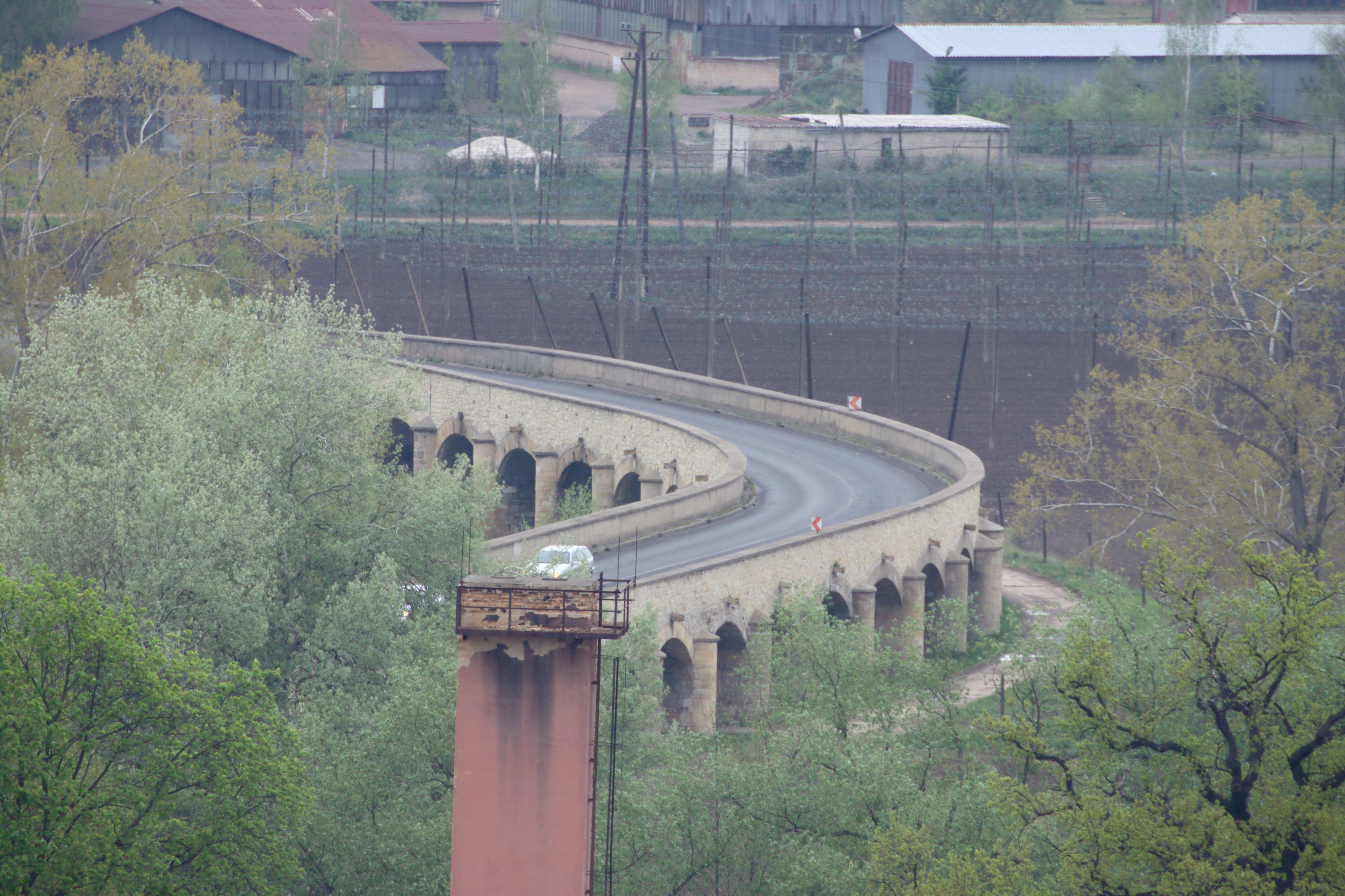
Most z výšky
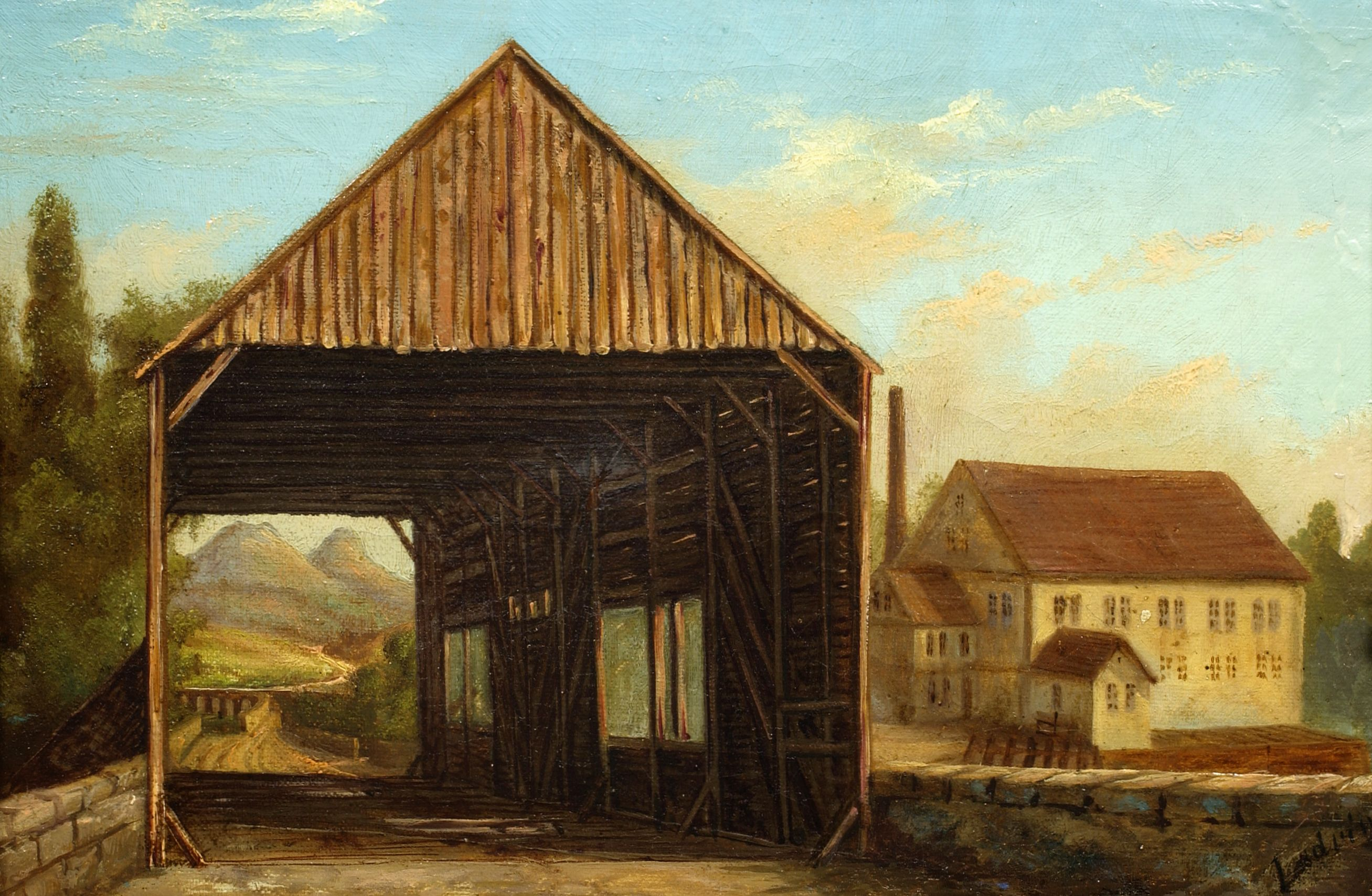
Pohled z konce krytého mostu přes Ohři na kopce Oblík a Ranou
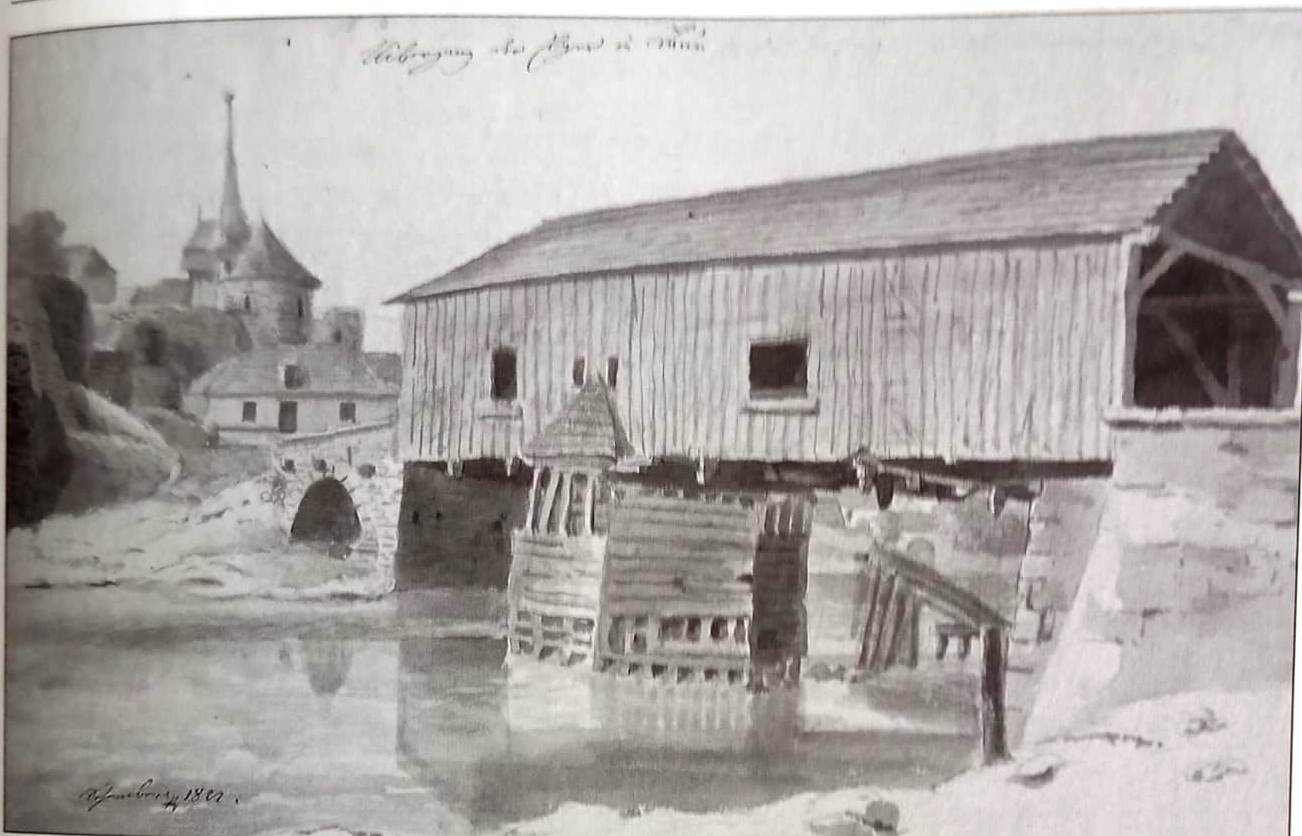
Pohled na most na kresbě J. Šembery z 1822